# Baierbrunn
Baierbrunn est une commune allemande, située en Bavière, dans l'arrondissement de Munich.